# Bettwil
Bettwil (in einheimischer Mundart: [ˈb̥ɛpməl]) ist eine Einwohnergemeinde im Schweizer Kanton Aargau. Sie gehört zum Bezirk Muri und liegt am Ostrand des Seetals und ist die höchstgelegene Gemeinde des Kantons.

## Geographie
Das Dorf liegt auf einer Hochebene am westlichen Hang des Lindenbergs, rund drei Kilometer östlich des Hallwilersees. Die Ebene wird in Richtung Norden durch den Erusbach entwässert. Gegen Osten hin steigt das Gelände sanft zum Kamm des Lindenbergs an, gegen Nordosten zum Niesenberg. Das Dorf Bettwil befindet sich im äussersten Westen des Gemeindegebiets, einen halben Kilometer südlich davon liegt der Weiler Königsberg (692 m ü. M.). Etwa zweieinhalb Kilometer südöstlich liegt Brandholz (694 m ü. M.), nochmals einen Kilometer weiter Guggibad (712 m ü. M.). Die beiden letztgenannten Weiler an der östlichen Gemeindegrenze gehören geographisch zum Bünztal.
Die Fläche des Gemeindegebiets beträgt 425 Hektaren, davon sind 93 Hektaren bewaldet und 43 Hektaren überbaut. Der höchste Punkt befindet sich auf 760 m ü. M. im Gebiet Junkholz, der tiefste auf 649 m ü. M. im äussersten Nordwesten. Nachbargemeinden sind Sarmenstorf im Norden, Kallern im Nordosten, Boswil im Osten, Buttwil im Südosten, Schongau im Süden und Fahrwangen im Westen.

## Geschichte
Der Ort wird erstmals 924 in einem Zinsrodel des Fraumünsterstifts zu Zürich erwähnt (de Petiwilare/Pettewilare). Beim Ortsnamen handelt es sich um eine althochdeutsche Zusammensetzung aus dem Personennamen Beto/Petto und dem bei alamannischen Gründungen häufigen Hinterglied -wīlāri zur Bezeichnung neuer Hofsiedlungen.  Wichtigster Grundherr im Mittelalter war das Kloster Einsiedeln, das die Zehnten zur Hälfte mit dem Spital in Bremgarten teilte. Von 1200 bis 1412 war Bettwil im Besitz der Herren von Heidegg, die auf dem Schloss Heidegg oberhalb von Gelfingen residierten. Die Bettwiler kauften sich dann frei und unterstellten sich den Habsburgern.

Luftansicht Bettwil (1949)

Deren Herrschaft dauerte jedoch nicht lange, denn 1415 eroberten die Eidgenossen den Aargau. Bettwil wurde ein eigenes Amt innerhalb der Freien Ämter, einer Gemeinen Herrschaft. Während der Reformationswirren von 1529 bis 1531 blieben die Bettwiler dem katholischen Glauben treu. Als Anerkennung erhielten sie 1547 ein eigenes Dorfrecht. Ohne Einmischung des Landvogtes durften sie den Untervogt, die Richter und alle Dorfbeamten selbst wählen. Die Wahlen erfolgten demokratisch alle zwei Jahre an Wahlversammlungen. Kein Dorf in der näheren und weiteren Umgebung besass diese Fülle an Freiheiten.
Im März 1798 nahmen die Franzosen die Schweiz ein und riefen die Helvetische Republik aus. Bettwil bildete zusammen mit dem Niesenberg (heute zu Kallern gehörend) eine Munizipalität im Distrikt Sarmenstorf des kurzlebigen Kantons Baden. 1799 trennte sich die Pfarrei von Sarmenstorf. Nach der Gründung des Kantons Aargau im Jahr 1803 wurde Niesenberg wieder von Bettwil getrennt. Bis weit ins 20. Jahrhundert hinein blieb Bettwil landwirtschaftlich geprägt, und die Einwohnerzahl stagnierte bei rund 400. Nach der Erschliessung eines neuen Wohngebiets im Jahr 1981 wuchs die Einwohnerzahl um rund die Hälfte. Von Mitte der 1960er bis Ende der 1990er Jahre waren bei Bettwil zwei Batterien mit Bloodhound-Flugabwehrlenkwaffen stationiert.

## Sehenswürdigkeiten

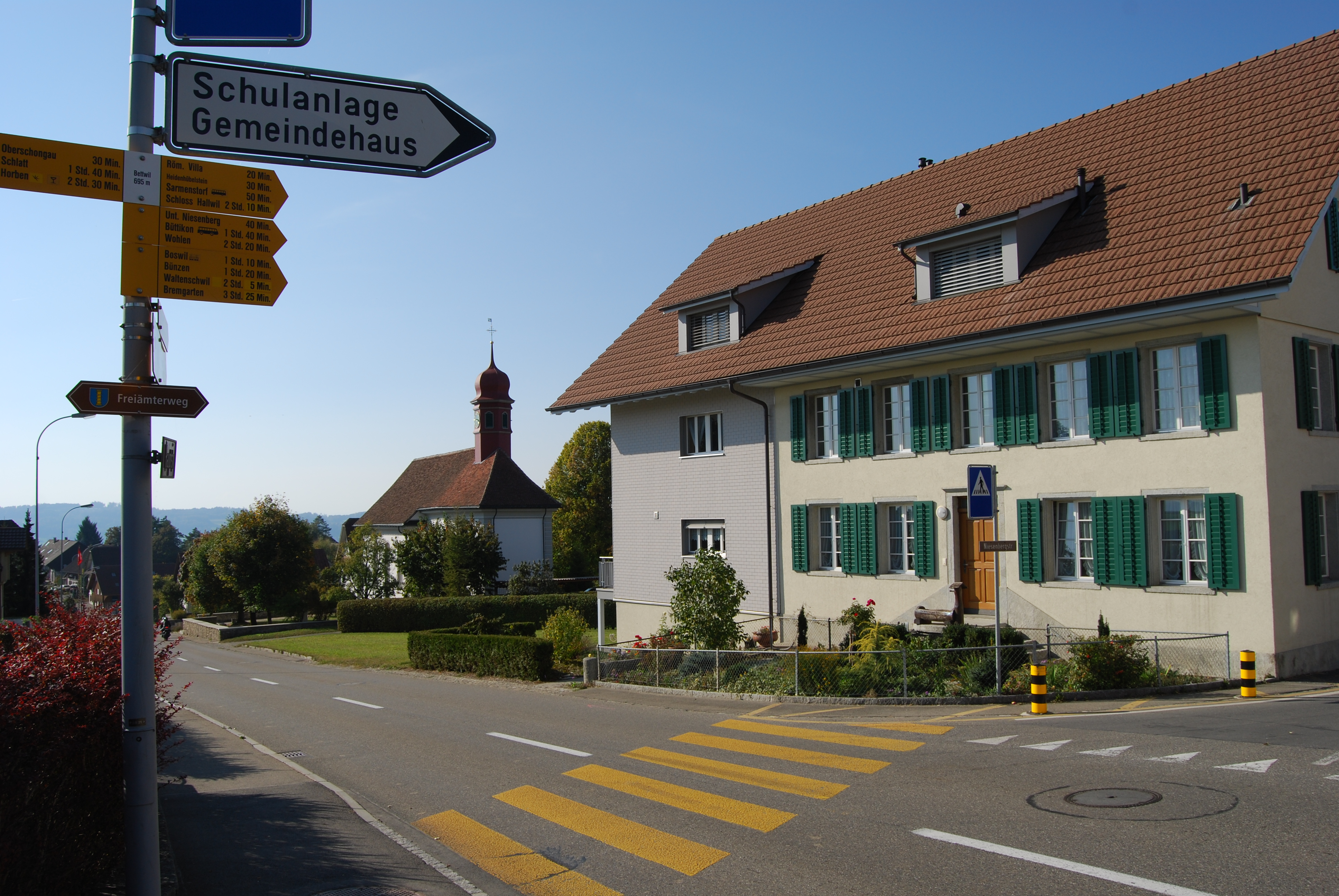
Pfarrkirche St. Josef (hinten)

Die Pfarrkirche St. Josef, die zusammen mit Pfarrhaus und -scheune eine intakte Baugruppe bildet, entstand 1788/89 unter der Leitung des Baumeisters Franz Joseph Rey. Dieser errichtete eine schlichte Saalkirche mit spätbarocker Innenausstattung. Das Baumaterial lieferte die ehemalige, aus dem Jahr 1496 stammende Kapelle, die 1729 neu gebaut worden war, dann aber nur 60 Jahre später doch abgebrochen wurde.

## Wappen
Die Blasonierung des Gemeindewappens lautet: «In Weiss auf grünem Dreiberg drei grüne Tannen mit roten Stämmen.» Auf einer Wappenscheibe aus dem Jahr 1561 sind fünf Tannen abgebildet, das Wappen des ehemaligen Amtes Bettwil. Auf dem Gemeindesiegel von 1811 erschienen dann noch drei Tannen, ab 1872 auf blauem Grund. 1950 wurde die Schildfarbe in Weiss geändert und der flache Boden durch einen Dreiberg ersetzt. Dadurch ergibt sich allerdings eine gewisse Ähnlichkeit mit dem Wappen von Olten.

## Bevölkerung
Die Einwohnerzahlen entwickelten sich wie folgt:
| Jahr      | 1850 | 1900 | 1930 | 1950 | 1960 | 1970 | 1980 | 1990 | 2000 | 2010 | 2020 |
| Einwohner | 421  | 400  | 396  | 414  | 381  | 347  | 376  | 492  | 576  | 560  | 654  |

Am 31. Dezember 2023 lebten 695 Menschen in Bettwil, der Ausländeranteil betrug 10,9 %. Bei der Volkszählung 2015 bezeichneten sich 55,2 % als römisch-katholisch und 18,0 % als reformiert; 26,8 % waren konfessionslos oder gehörten anderen Glaubensrichtungen an. 97,6 % gaben bei der Volkszählung 2000 Deutsch als ihre Hauptsprache an.

## Politik und Recht
Die Versammlung der Stimmberechtigten, die Gemeindeversammlung, übt die Legislativgewalt aus. Ausführende Behörde ist der fünfköpfige Gemeinderat. Er wird im Majorzverfahren vom Volk gewählt, seine Amtsdauer beträgt vier Jahre. Der Gemeinderat führt und repräsentiert die Gemeinde. Dazu vollzieht er die Beschlüsse der Gemeindeversammlung und die Aufgaben, die ihm vom Kanton zugeteilt wurden. Für Rechtsstreitigkeiten ist in erster Instanz das Bezirksgericht Muri zuständig. Bettwil gehört zum Friedensrichterkreis XIII (Muri).

## Wirtschaft
In Bettwil gibt es gemäss der im Jahr 2015 erhobenen Statistik der Unternehmensstruktur (STATENT) rund 230 Arbeitsplätze, davon 24 % in der Landwirtschaft, 37 % in der Industrie und 39 % im Dienstleistungssektor. Rund zwei Drittel der Erwerbstätigen sind Wegpendler und arbeiten in den umliegenden Gemeinden, vor allem in Wohlen und Villmergen.

## Verkehr
Bettwil liegt abseits des Durchgangsverkehrs, etwa zwei Kilometer östlich der wichtigen Kantonsstrasse 298 von Wohlen ins Seetal. Eine Nebenstrasse führt von Fahrwangen über Bettwil und den Lindenberg nach Muri. Bettwil ist Endstation einer Buslinie der Gesellschaft Regionalbus Lenzburg, die von Lenzburg aus durch das untere Seetal verkehrt.

## Bildung

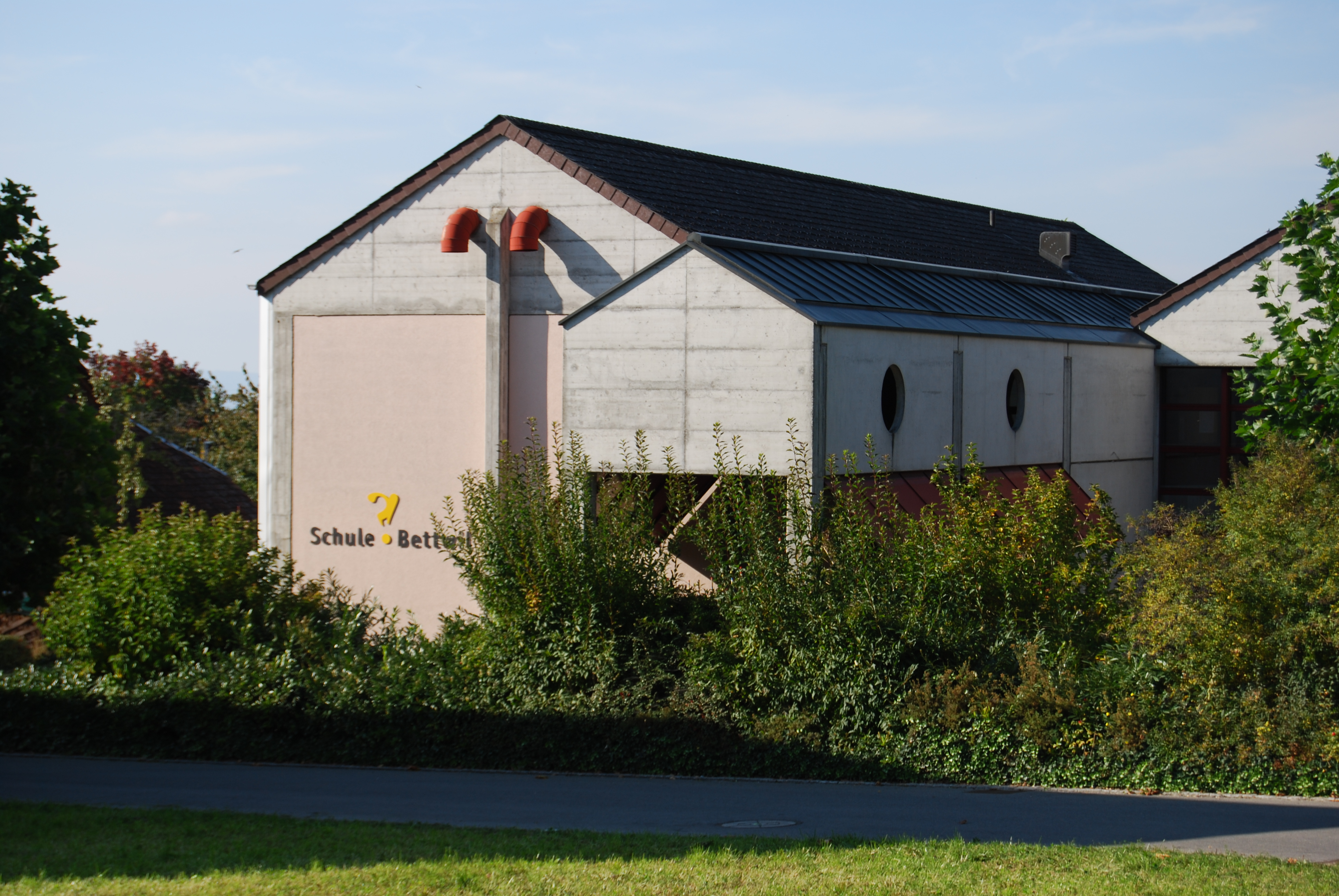
Schulanlage Bettwil

Die Gemeinde verfügt über einen Kindergarten und eine Primarschule. Die Realschule und die Sekundarschule können in Sarmenstorf oder Meisterschwanden besucht werden, die Bezirksschule in Fahrwangen. Das nächstgelegene Gymnasium ist die Kantonsschule Wohlen.